# Figaro házassága (opera)
A Figaro házassága Wolfgang Amadeus Mozart 1786. május 1-jén Bécsben bemutatott négyfelvonásos vígoperája. ISWC azonosítója T-919.807.026-7

## Egy betiltott színdarab
Mozart első közös munkája Lorenzo Da Ponte szövegkönyvíróval a Figaró házassága volt. Az eredeti vígjátékot Pierre-Augustin Caron de Beaumarchais francia drámaíró írta. Ma ez a szerző legtöbbet játszott, sőt talán az egyetlen rendszeresen repertoáron lévő színdarabja a világ szinte valamennyi nagy színházában. A maga korában viszont nem örvendett nagy népszerűségnek, ugyanis egy eléggé kényes témát érint: az első éjszaka kegyúri jogát. E körül bontakozik ki a cselekmény. A konfliktus az úr és a szolga között bontakozik ki (illetve később a gróf és a grófnő, vagyis férj és feleség között) a végeredmény pedig az, hogy a szolgák megszégyenítik urukat.
Ez a téma nagyon nem tetszett a korabeli cenzúrának, ezért Beaumarchais darabját Franciaországban, majd több más európai országban is, tiltó listára tették. Szalonképtelen darabnak minősítették, és egy zártkörű vidéki előadástól (Vaudreil gróf kastélyában) eltekintve nem került sehol színpadra egész Franciaországban hosszú éveken át. Végül a király engedélyezte a vígjáték párizsi bemutatóját, így az elindulhatott diadalútjára. Bécsben azonban még 1785-ben is tiltott darabnak számított, a párizsi ősbemutató pedig akkora botrányt kavart, hogy a király lecsukatta a drámaírót. Mindenki meglepődött hát, amikor Lorenzo Da Ponte engedélyt kapott arra, hogy opera szövegkönyvet készítsen a Figaró házasságából.

## Az opera története
Lorenzo Da Ponte 1783-tól a bécsi olasz opera udvari költője volt, maga II. József császár nevezte ki e posztra. Ekkoriban a Burgtheaterben az olasz operáknak szánták a főszerepet, ezzel is emelve a császári udvar pompáját. Előtte túlsúlyban voltak a német nyelvű Singspiel előadások a színházban, de az 1780-as évek közepétől elkezdődött egy átrendeződés a repertoárban. Mozart tisztában volt azzal, hogy csak egy sikeres olasz operával tudja majd felvenni a versenyt a korszak Bécsben működő olasz mestereivel. A jó operához pedig elengedhetetlen egy jó librettó. A német mesterekkel szemben áttörést ért el a Szöktetés a szerájból című daljátékkal, most pedig meg kell ismételnie akkori sikerét.

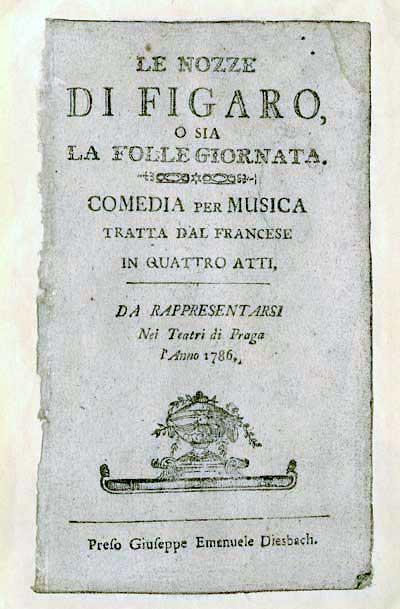
A librettó prágai kiadásának címlapja, 1786

Da Ponténak nem volt valami jó híre. Elsősorban azért érdemelte ki a császári udvar bizalmatlanságát, mert kikeresztelkedett zsidó volt, illetve gyorsan telekürtölték a várost azzal, hogy az olasz költő egy veszélyes kalandor, egy igazi Casanova. Hozzájárult mindehhez, hogy a korszak messze földön leghíresebb opera-szövegkönyvírójának, Pietro Metastasiónak a posztját foglalta el, pedig előtte senki sem hallott irodalmi sikereiről. Ehhez járult még az a tény is, hogy II. József annak ellenére nevezte ki erre a kényes posztra, hogy tisztában volt azzal, hogy Da Ponte még egy librettót sem írt korábban. Tehát nem volt semmi gyakorlata az opera világában. Azonban minden szóbeszéd és intrika ellenére a császár kegyeibe fogadta a költőt, és bizalma töretlen maradt. Da Ponte csak II. József halála után hagyta el Bécset.
Da Pontéval szemben Mozart helyzete korántsem volt ennyire stabil és biztos ezekben az években. A Szöktetés a szerájból sikere óta nem tudott igazán nagy közönségsikert elérni, bezárkózott egy furcsa, bohém társaságba, hiányzott belőle minden alázat és tisztelet, ami karrierje építéshez kellett volna. Ráadásul mindjárt egy lehetetlennek tűnő kijelentéssel fordult Da Pontéhoz: írjon neki egy szövegkönyvet, mert ő most meg fogja írni Az Operát! Nem egyet a sok közül, hanem a műfaj igazi remekművét, amely halhatatlanná teszi mindkettőjük nevét. És nem is akármilyen témát választott: egyenesen a korszak nagy botránykövét, a Figaro házasságát. Ha figyelembe vesszük, hogy II. József is betiltotta birodalmában Beaumarchais színdarabját, akkor nyugodtan kijelenthetjük: Mozart a lehetetlent kérte Da Pontétől. A költő azonban nem hátrált meg, sőt még biztatta is a zeneszerzőt. De mivel egy botrányos életű darab adoptálásáról van szó, ezért azt javasolta, hogy titokban kezdjék el a munkát.
Ezután mindössze hat hétre volt szükségük és az opera el is készült. Az olasz opera számára pedig épp ekkoriban lett volna szükség egy új bemutatóra. De a darabnak még meg el kellett nyernie a cenzúra engedélyét is. Da Ponte sietett kihallgatást kérni a császártól. II. József fogadta is, de eleinte nem tetszett neki az ötlet. Mozart eddig csak egy darabot írt Bécsben, ez is egy német Singspiel (daljáték) volt, ami voltaképpen nem is számított igazi operának (ezt II. József azután látta így, miután szembesült vele, hogy az olasz operával szemben eleinte általa is támogatott német nyelvű operajátszás nem tudja felvenni a versenyt az olasz darabokkal). Tehát ez alapján Mozartnak ez lenne az első igazi darabja, amit színre visznek a császári színházban. Da Ponte erre azt felelte, hogy eddig ő sem működött közre egy opera megírásában sem, tehát neki is ez lesz az első operabemutatója.
Ezután biztosította arról az uralkodót, hogy azokat a részeket, amelyek illetlenek, vagy sérthetnék az uralkodói hatalmat, kivágta az eredeti darabból, tehát személyesen is megtekintheti az előadást. A zene pedig igen jól sikerült, remekbe szabott muzsika. II. József ezek után beleegyezett, hogy néhány részletet előadjanak neki az operából. Amint erre sor került, minden kétsége szertefoszlott, de ekkor meg az udvari intrikával kellett szembeszállniuk Mozartéknak.
A színházi vezetőség a saját pozícióit féltette, míg a többi zeneszerző is saját pozícióinak a megrendülésétől tartott egy esetleges átütő siker esetén. Dühítette őket az is, hogy az opera sikerét a császár megelőlegezte azzal, hogy kinyilvánította a tetszését a darabbal kapcsolatban. II. József tulajdonképpen lelkesedett a felvilágosodás eszméiért, és minél előbb véghez akarta vinni birodalma megújítását, nehogy neki is szembe kelljen néznie a forradalommal. De néha engedményekre kényszerült a trón támaszát jelentő konzervatív köröknek. Ezért engedett sokszor a zenei lobbinak is Mozarttal szemben.

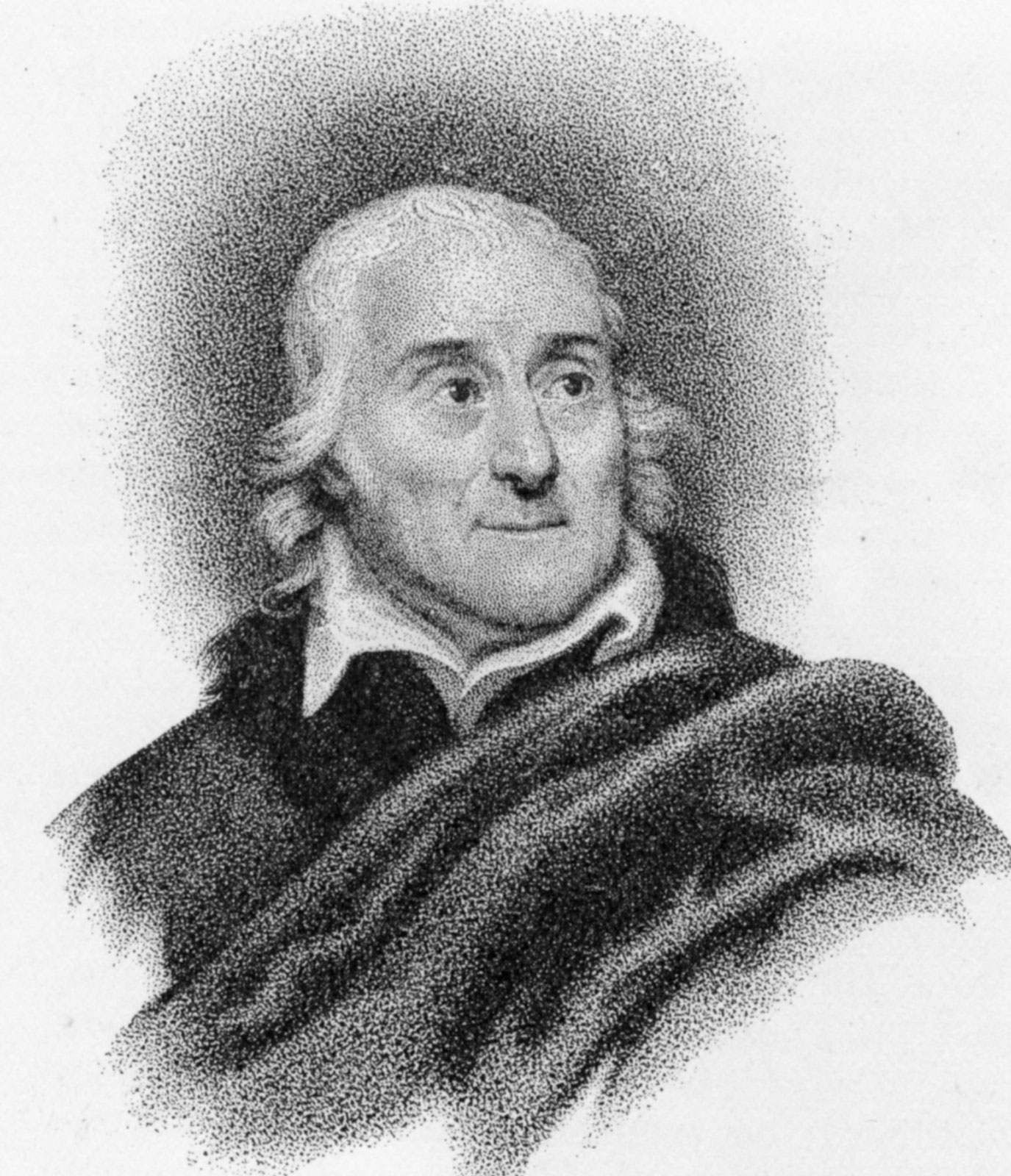
Lorenzo Da Ponte

Rosenberg gróf, a Burgtheater igazgatója volt az első, aki kifogással állt elő: a darabban értesülései szerint balettjelenet is szerepel, márpedig a balettet egy alkalommal maga a császár ellenezte az operában. Az igazgató értésére adta Da Ponténak, hogy nem lehet balettjelenet egy operában, ezután egyszerűen kitépte a balettzenét a partitúrából és tűzbe dobta azt. Igen ám, de az opera főpróbáján olyan történt, ami előtte soha. Teljesen váratlanul megjelent a császár.
Az első felvonás végén következett volna a balett: miközben a zenekar a balett zenét játssza és a tánckar táncol, Almaviva és Susanne között egy néma játék játszódik le. A főpróbán mindez zene nélkül zajlott le. II. József állítólag hangosan elszólta magát, hogy mégis mi ez? Erre a szövegkönyvíró átnyújtotta neki az Figaro partitúráját, amelyből hiányzott a balettzene. A császár nem értette a dolgot. A színházigazgató kínjában azt mondta, hogy azért nincs balett zene a műben, mert a színházban jelenleg nincsenek táncosok. Az uralkodó erre azt kérdezte: más színházban vannak? A válasz: igen. Ezután II. József utasítást adott, hogy akkor más színházakból hívjanak meg táncosokat az előadásra.
Az ősbemutató végül 1786. március 1-jén zajlott le. Vegyes sikerrel. Az arisztokrácia egy része megbotránkozott, a zeneértők lelkesedtek. De mivel a császár önfeledten tapsolt, ezért a legtöbben követték a példáját. A premier után azonban beindult az ellenkampány, amelynek az lett az eredménye, hogy előadást mindössze nyolcszor játszották az osztrák fővárosban, ezután lekerült a repertoárról.
1787-ben azonban sor került az opera monzai ősbemutatójára, ahol akkora sikert ért el, hogy rögtön utána további tizenöt dalszínház tűzte műsorra. A következő évben elkészítették az opera német nyelvű fordítását, így német nyelven került sor a frankfurti ősbemutatóra. Bécsbe német nyelven tért vissza az opera, de már csak a szerző halála után, 1793-ban. Ekkor már osztatlan sikert aratva. Általában a német nyelvű verziót játszották, egészen a 20. század közepéig. Ekkor tértek vissza a világ operaházai ez eredeti olasz nyelvű előadásokhoz.
A Figaro házasságát Magyarországon 1795. szeptember 28-án mutatta be német nyelven a budai Várszínház. A magyar nyelvű premierre 1858-ban került sor a Nemzeti Színházban. A Magyar Királyi Operaház pedig már a megnyitását követő első évadban műsorra tűzte a darabot.

## Az opera szereplői és helyszínei
| Szereplő                   | Hangfekvés            |
| -------------------------- | --------------------- |
| Almaviva gróf              | bariton               |
| Rosina grófné              | szoprán               |
| Susanne, a szobalánya      | szoprán               |
| Figaro, a gróf komornyikja | basszbariton          |
| Cherubino, a gróf apródja  | mezzoszoprán vagy alt |
| Marcellina, házvezetőnő    | mezzoszoprán          |
| Basilio, zenemester        | tenor                 |
| Bartolo, orvos             | basszus               |
| Antonio, kertész           | basszus               |
| Barbarina, a lánya         | szoprán               |
| Don Curzio, bíró           | tenor                 |
| Első lány                  | szoprán               |
| Második lány               | mezzoszoprán          |

- Kórus: parasztok, szolgák, vendégek
- Történik: Almaviva gróf kastélyában és a kastély parkjában Sevilla közelében, a 18. században
- Színhely: I. felvonás: Figaro és Susanne szobája, II. felvonás: egy szoba a kastélyban, III. felvonás: a kastély díszterme, IV. felvonás: a kastély parkja
- Játékidő: kb. 2 óra 45 perc

## Az opera cselekménye

### I. felvonás

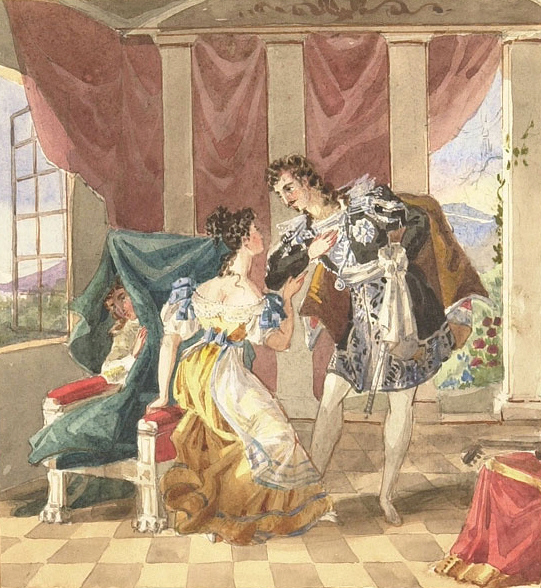
Susanne és a gróf jelenete az I. felvonásból

Figaro és Susanne az esküvőjükre készülődnek. A gróf már előtte lemondott az első éjszaka jogáról, de mivel tetszik neki a menyasszony, azt a szobát ajándékozza az ifjú párnak, amely az ő hálószobája mellett fekszik. Susanne hamar átlátja a helyzetet, és feltárja azt párja előtt is. Figaro pedig nyomban hozzálát, hogy emlékeztesse a grófot ígéretére. Ezután kiderül, hogy Marcellina korábban pénzt kölcsönzött Figarónak, azzal a feltétellel, hogy ha az nem tudja megadni tartozását, elveszi őt feleségül. Ezzel egy újabb akadály gördült a szerelmesek elé. Marcellina házassági tervét természetesen Bartolo is készségesen támogatja, bosszúból, amiért annak idején Figaro meghiúsította, hogy a doktor feleségül vegye nevelt lányát (lásd: A sevillai borbély).
Ezután Cherubino adja elő bánatát Susannénak. A grófnő rajtaakapta egy lánnyal, ezért most biztosan el fogja űzni a kastélyból. Ekkor váratlanul betoppan a gróf. Az apród egy szék háta mögé rejtőzik, Susanne pedig gyorsan egy takarót dob rá. Almaviva, amint belép a szobába, hevesen udvarolni kezd a szobalánynak. Ekkor kívülről Basilio hangja hallatszik. A gróf ekkor gyorsan a szék mögé rejtőzik, ahol Cherubino lapul. Az énekmester szintén azért jött, hogy tegye a szépet a menyasszonynak. Félreérthetetlen célzásokkal adja Susanne tudtára, hogy gyengéd érzelmeket táplál iránta.
A gróf nem tudja tovább türtőztetni magát, és előlép a szék mögül, de az énekmester nem esik zavarba. Rögtön elkezdi feszegetni: vajon miért bujkál a méltóságos úr a szék mögött szép komornája szobájában? Ezt biztos senki sem tudja megmagyarázni. Hamarosan Cherubino is előkerül a szék mögül, majd Figaro jelenik meg egy csapat fiatal élén, hogy megköszönje a gróf nagylelkűségét, aki lemondott a kedvéért az első éjszaka jogáról. Cherubino komolyabb büntetés nélkül ússza meg a dolgot, de azonnal el kell hagynia a kastélyt: ugyanis a gróf egyik ezredének tisztjévé nevezi ki.

### II. felvonás
A grófné emlékezik azokra az időkre, amikor férje még minden kétséget kizáróan csak őt szerette. Minden reményét Figaróba és Susannéba veti: nekik talán sikerül ismét feléje fordítania férje szívét. Tervet eszel ki szolgálóival közösen a gróf megcsúfolására: Figaro levelet ír a grófnak, amiben arról értesíti, hogy felesége találkára készül ma este. Susanne a grófot hívja találkára, erre a női ruhába öltöztetett apródot kell elküldeni. Cherubino ugyanis nem indult útnak: a grófnőék elrejtették a kastélyban. Most gyorsan hívatják, hogy próbálja fel a komorna ruháit. Már javában öltöztetik az apródot, amikor hirtelen a gróf kezd el kopogtatni a szoba ajtaján. Cherubino gyorsan a grófné szobájába rohan, és magára zárja az ajtót.
Ezután a grófné ajtót nyit férjének, aki már tombol a dühtől. Féltékenységét és gyanúját csak tetézi, hogy Rosina nem akarja beengedni hálószobájába. A gróf eszeveszetten tombol, majd elhatározza, hogy szerszámokat hozat, és feltöreti a szoba ajtajának zárját. A gróf távozik, Susanne pedig gyorsan beszalad a szobába, magára zárja az ajtót, az apród pedig az ablakon át menekül el. Közben a gróf visszatér, de már nincs szükség a zár feltörésére: a hálószoba ajtaja feltárul és Susanne lép ki rajta.
Csakhogy ekkor betoppan Antonio. A kertész látott valakit az ablakon kiugrani, aki letaposta a virágágyását. Figaro, hogy mentse a helyzetet, ezt gyorsan magára vállalja. Csakhogy a menekülő egy iratot is elejtett. Ha tényleg a komornyik volt az, akkor mondja meg, mi van abban az iratban. Figaro zavarba esik, de Susanne megmenti: a gróf háta mögé áll és elolvassa, mi van az iraton, ezután azt vőlegénye fülébe suttogja. Ekkor jelenik meg Bartolo és Marcellina, akik előadják fentebb már említett panaszukat.

### III. felvonás

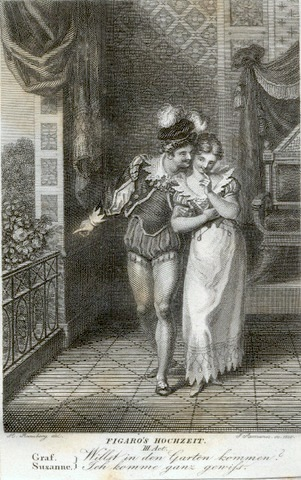
Jelenet a III. felvonásból

Susanne találkát ígér a grófnak estére, de arra a grófné fog elmenni a komorna ruhájában. Közben lezajlik a bírósági tárgyalás, és kiderül: Figaro Bartolo és Marcellina régen elveszettnek hitt gyermeke. A házvezetőnő most már nem kéri vissza a kölcsönt, hanem hozományként felajánlja az ifjú párnak. Ettől kezdve már semmi sem akadályozhatja meg a tervezett esküvőt. A grófné lediktálja a találkára hívó levelet Susannénak, majd bevonul a násznép. Almaviva nem tehet mást, felteszi a menyasszony fejére a mirtuszkoszorút. Susanne eközben a kezébe csúsztatja a levelet.

### IV. felvonás
Barbarina a kertben keresi a Susanne levelét összefogó tűt, amelyet az mint a beleegyezés jelét, visszakért. Közben Figaro is tudomást szerzett a dologról. Persze nem tudja, hogy a találkára nem a menyasszonya, hanem a grófné fog elmenni, ezért azt hiszi, hogy szerelme megcsalta őt. Megérkezik a gróf és elkezdi hevesen ostromolni álruhába bújt feleségét. Figaro először színleg udvarol a grófné ruhájába bújt kedvesének, majd amikor felismeri Susanne hangját, egyre hevesebb lesz. Fiatal felesége ezért jól felpofozza. A gróf felfedezi őket, és azt hiszi, a komornyik a feleségének teszi a szépet. Kardot ránt és jó nagy lármát csinál. Az esküvőre meghívott vendégek felfigyelnek a zajra, és hamar körbe is veszik őket. Mindenki kíváncsian kérdezi: mi történt? Ekkor azonban megjelenik az igazi grófné, és a megszégyenült gróf bűnbánóan esik előtte térdre.

## Da Ponte szövegkönyve és Mozart zenéje
Da Ponte hűen követte az eredeti vígjáték cselekményét, csak ott rövidített, ahol erre szükség volt. Elhagyta például azokat a részeket, amelyek fontosak voltak a prózai darab társadalomkritikája és filozófiai fejtegetései szempontjából, de nem vitték előre a cselekményt, így az operát vontatottá tették volna. Ilyen jelenet az eredeti vígjátékban a III. felvonásban Figaro és a gróf párbeszéde, amely egyértelműen az inas szellemi fölényét mutatja urával szemben.
Da Ponte emellett elsimította Beaumarchais túlzottan kiélezett társadalomkritikáját, valamint elhagyta a francia forradalom előtti Franciaországra tett utalásokat. Mindezt úgy oldotta meg, hogy az eredeti mondanivalót nem alakította át. Egyébként minden mást megtartott: a szerelmi intrikákat, a szerteágazó bonyodalmakat. A darab jó példája a korabeli színdaraboknak, minden szerepel benne, ami akkoriban jellemző volt a vígjátékokra: átöltözés, személycsere, színlelt udvarlás, szerelmi intrika, félreértés stb. Da Ponte az eredeti vígjátékot karakterkomédiává értelmezte át, így szétszakította annak műfaji kereteit.
Mozart zenéje kiegyensúlyozott, hangvétele nagyon választékos. Az opera huszonnyolc zárt számból áll, melyeket a kor szokásainak megfelelően csembalókíséretes recitativók kötnek össze. A zeneszerző olyan szélsőséges érzelmeket is képes volt harsányság nélkül ábrázolni, mint a féltékenység, a bosszúvágy, a groteszk komikum vagy az irónia. A szélsőségeket még a hangfajták megválasztásával is igyekezett kerülni: a darabnak nincsen sem vezető tenor, sem kiemelkedő basszus szerepe. Az összesen tizenegy szereplő énekszólama közül öt vagy hat is kiemelkedő szerephez jutott. Nagyon jól sikerültek az együttesek, amik végre nem különálló, a recitativóktól élesen elkülönülő részek, hanem esetenként a cselekményt is előre viszik. Talán ez a mű Mozart legtökéletesebb ensemble-operája: a tizennégy áriával, tizennégy együttes áll szemben. Ez is a darab szerkezetének kiegyensúlyozottságát bizonyítja.
A darab középponti szerepe Figaróé: ő kapta a leghálásabb számokat, de a gróf, a grófné vagy Susanne is több, azóta slágerré vált részt ad elő. Basilio egyáltalán nem jelentős személyiség: szamárbőr áriája szép és kiemelkedő része a zenének, de alapjában véve nem illeszkedik szervesen a cselekménybe, csak egy betétszerű koncertária hatását kelti. A másik tenorszerep Don Curzio figurájának jutott, az ő alakja is teljesen jelentéktelen. Az összes jelentős férfiénekes a mély hangfekvésből kerül ki, de egyikük sem kizárólagos jelentőségű, ahogy a két szoprán, Susanne és a grófné is egyenrangúak. Bartolo basszusszólama is csak együttesek tartóoszlopa, áriáit akár el is lehet hagyni az előadások alkalmával.
Mozart tökéletesen követi a cselekmény dramaturgiáját, gyakran törés nélkül valósítva meg az átmenet az áriák és az együttesek között. A recitativo és a zárt számok szinte egymásba fonódnak, a hangszeres kíséret fontos szerephez jut a szereplők jellemzésekor. Az együttesek alkotják az opera csúcspontjait, ezekben a szereplőket a zeneszerző egy zárt egészben, ellentétes személyeikkel egyidejűleg ragadta meg. Ennek következtében az együttesek adják az opera igazi jellegét, már-már kamaraoperai stílusát. Elsősorban a két nagy finálé, a második és a negyedik felvonás végén jellemzi tökéletesen a zenei anyagot. Az előbbi szinte egy teljes felvonás jellegét ölti.

## Az opera ismertebb részletei
- Se vuol ballare, signor contino – Figaro F-dúr áriája az első felvonásban
- Non so più cosa son, cosa faccio – Cherubino áriája az első felvonásban
- Non più andrai, farfallone amoroso – Figaro C-dúr áriája az első felvonásban
- Porgi amor qualche ristoro – a grófné kavatinája a második felvonásban
- Voi, che sapete, che cosa è amor – Cherubino áriája a második felvonásban
- Crudel! Perchè finora farmi languir così? – Susanne és a gróf kettőse a harmadik felvonásban
- Vedrò mentr’io sospiro – a gróf áriája a harmadik felvonásban
- Dove sono i bei momenti – a grófné áriája a harmadik felvonásban
- Sull’aria! Che soave zeffiretto – a grófné és Susanne levélkettőse a harmadik felvonásban
- Aprite un po' quegli occhi – Figaro áriája a negyedik felvonásban
- Deh vieni non tardar, o gioia bella – Susanne rózsaáriája a negyedik felvonásban

## Meghallgatható felvételek
Az opera nyitánya

Probléma esetén lásd:Médiafájlok kezelése.
A grófné kavatinája – „Porgi, amor”

Probléma esetén lásd:Médiafájlok kezelése.